# Нарбут, Александр Александрович
Алекса́ндр Алекса́ндрович На́рбут (27 марта (8 апреля) 1840—5 (18) марта 1910) — генерал-лейтенант русской императорской армии.

## Биография
Родился 27 марта (8 апреля) 1840 года в семье полковника Александра Андреевича Нарбута. Его братья — Михаил, Василий и Николай.
Воспитывался в Павловском военном училище; с 30 июля 1858 года — подпоручик.
В 1899—1904 годах был помощником окружного интенданта Московского военного округа; с 1 января 1901 года — генерал-майор. Генерал-лейтенант с 9 ноября 1906 года.
Умер 5 (18) марта 1910 года. Похоронен в Москве на Новодевичьем кладбище (участок № 2).

## Награды
- орден Св. Станислава 3-й ст. (1864)
- орден Св. Анны 3-й ст. (1872)
- орден Св. Станислава 2-й ст. (1874)
- орден Св. Владимира 4-й ст. (1883)
- орден Св. Анны 2-й ст. (1889)
- орден Св. Владимира 3-й ст. (1892)
- знак отличия беспорочной службы XL лет (1900)
- орден Св. Станислава 1-й ст. (1903)